# Patrick Berhault
Patrick Berhault est un grimpeur et alpiniste français, né le 19 juillet 1957 à Thiers (Puy-de-Dôme) et mort le 28 avril 2004 sur l'arête du Täschhorn au Dom des Mischabel (Suisse).
Il a notamment été guide de haute montagne et professeur à l'École nationale de ski et d'alpinisme (ENSA).

## Biographie

### Jeunesse
Patrick Berhault, né en Auvergne, déménage rapidement dans le Sud de la France. Il passe sa jeunesse au bord de la mer, entre Nice et Monaco, où il rêve d'abord de devenir plongeur sous-marin. Il découvre la randonnée et s'émerveille pour la montagne à l'âge de 13 ans, grâce à un curé professeur d'anglais.
Il s'inscrit au club alpin monégasque et commence à grimper avec des copains à la Turbie.
Puis il s'encorde avec un de ses mentors du Club alpin français, section de Nice, Michel Dufranc qui lui fait découvrir les joies de l'escalade dans le Sud de la France (Baou de Saint-Jeannet, Aiglun, Verdon). Ils parcourent également ensemble quelques voies classiques.
Patrick abandonne l'école après la seconde, pour se consacrer entièrement à sa passion pour la montagne. Il ouvre de nombreuses voies dans le massif du Mercantour (Alpes-Maritimes).

### La naissance du «libre»
À la fin des années 1970, en compagnie de Patrick Edlinger, il participe à l’explosion de l’escalade libre en France. En 1980, il libère le célèbre bombé de Pichenibule (7b+) dans les gorges du Verdon, et en novembre il réalise La Haine à la Loubière, secteur d’escalade de La Turbie, le premier 7c+  de France (peu avant que Jean-Pierre Bouvier ne libère le mythique Chimpanzodrome  au Saussois, également 7c+). Il pratique régulièrement le solo intégral, mais à la différence de Patrick Edlinger par exemple, qui fit part au grand public de cette pratique extrême dans La Vie au bout des doigts, Patrick pensait que cela devait être une pratique tout à fait confidentielle. Il entreprendra ainsi la plupart de ses réalisations en solo, et dans l’anonymat (dont de vertigineux enchaînements escalade/désescalade par une autre voie/etc.)
En montagne, il développe un style d’action fondé sur la fluidité et la recherche de l’esthétique gestuelle. Il partagera trois années d’escalade et d’alpinisme au jour le jour avec son ami Patrick Edlinger. Durant ces trois ans, ils mettent au point un entraînement sportif intensif à base de footing, de tractions, d’abdominaux et d’exercices de souplesse.

### Le style Berhault
En 1978, Patrick Berhault connaît un premier accident en montagne. Avec son ami Pierre Brizzi, à la suite de la rupture d'une corniche, ils dévalent un couloir de 814 mètres aux trois Dents du Pelvoux. Ils ne doivent leur salut qu'à une cordée d'alpinistes qui bivouaquait à proximité du lieu de leur chute ; les ayant vus ramper vers les pentes d'herbe, à moitié comateux, ils purent prévenir les secours.
C'est en 1979 que Patrick Berhault se fait remarquer pour la première fois pour son aisance et sa rapidité dans le massif des Écrins.
Au début des années 1980, il réalise en des temps records, et le plus souvent en solo, les voies les plus dures des Alpes. En 1980, avec Jean-Marc Boivin, ils font le pari incroyable de relier les sommets des Drus et du Fou dans la journée en deltaplane après en avoir gravi la face sud pour le Fou et la directe Américaine pour les Drus.
Le « style Berhault » est né, qui remet en cause bien des usages fondés jusqu'alors sur la lenteur, la lourdeur et une technologie imposante. Toute une dynamique se crée autour de ce mouvement. En même temps qu'il s'aventure en montagne, Patrick Berhault s'investit dans l'univers du « libre » en falaise et fait partie de ceux qui repoussent le niveau des difficultés réalisées. Il effectue notamment des voies d'envergure dans le Verdon, et « libère » des voies d'escalade artificielle (Le toit d'Auguste, près de La Turbie, alors considéré comme un des premiers 8c de France).

### 1985: l'éloignement de la montagne et la danse-escalade
À partir de 1985, alors que ses frères de grimpe poussent le jeu jusqu'à la compétition, et que son ami et compagnon de cordée Patrick Edlinger se dévoile au grand public dans les films de Jean-Paul Janssen (La Vie au bout des doigts, Opéra Vertical), Berhault refuse la compétition en signant le Manifeste des 19 et tourne le dos à la scène pour s'orienter vers de nouveaux projets.
Il devient conseiller technique auprès du fabricant de matériel d'escalade et de montagne italien CAMP. Admirateur du célèbre danseur Rudolf Noureev, il s'investit dans une toute nouvelle discipline : la « danse-escalade ». Il s'entoure d'un chorégraphe, met au point des chorégraphies et donne des spectacles, notamment au festival de Châteauvallon.
C'est également l'époque où il s'engage dans le développement de l'« escalade sociale » en participant à des stages de formation pour les jeunes de Vaulx-en-Velin.
Le projet d'une vie à la campagne (son mythe du « guide-paysan ») se dessine du côté de Thiers, en Auvergne dans ses collines natales du Forez. Il emménage dans une ferme du hameau au-dessus de Chabreloche avec sa compagne Christiane Bizeray et ses deux filles Flore et Coralie. Tantôt maçon, paysan ou charpentier, il occupe ses journées sans montagne à conduire son tracteur et retaper sa ferme. Il ouvre également quelques voies au rocher Saint-Vincent tout proche, grimpe sur l'église d'Arconsat et la cathédrale de Clermont-Ferrand. Il participe également à la fondation du club d'escalade de Chabreloche, dont la salle porte aujourd'hui son nom.

### 1990: le retour à la montagne
C'est au début des années 1990 que Patrick Berhault a amorcé son retour à la montagne.
Il passe son diplôme de guide, un objectif longtemps repoussé. Il se constitue une petite clientèle et est bientôt requis pour former lui-même les aspirants-guides au sein de l'École nationale de ski et d'alpinisme. Préférant désormais la cordée au solo, il a renoué, à partir de 1992, avec les ascensions express. Puis les a empilées les unes derrière les autres, de préférence à la saison froide, quand la montagne est calme et ses élèves occupés ailleurs.
Patrick Berhault partage alors sa vie entre des expéditions lointaines (Himalaya, Amérique latine), la formation de guides à l'École nationale de ski et d'alpinisme à Chamonix, et le développement d'une vie locale autour des sports de nature. Convaincu d'une possible revitalisation du monde rural par le loisir, il s'engage fortement dans ce projet et s'investit en Auvergne dans le développement local de l'escalade : création d'un centre d'escalade pour enfants, création de la maison de la montagne de Grenoble.
C'est ainsi qu'il met en pratique sa vision écologique du monde et de la société.

### 1995: l'alpinisme comme un voyage
À partir de 1995, son projet consiste à développer dans les Alpes une pratique de l'alpinisme construite sur le voyage, l'immersion profonde dans la nature sauvage et le parcours de voies classiques ou modernes permettant de réaliser des enchaînements inédits en fonction de la thématique aventureuse choisie. Défendant l'idée de la grande cordée au fondement de la communauté montagnarde, Patrick Berhault devient le promoteur d'un alpinisme humaniste et écologique, capable de relier les hommes entre eux et avec la nature[non neutre].
En 1996, il s'oppose à une expédition franco-chinoise controversée au Tibet.
Son dernier projet (mars-avril 2004) consiste à enchaîner en compagnie de Philippe Magnin, les 82 sommets de plus de 4 000 mètres d'altitude des Alpes. Patrick Berhault fait une chute mortelle le 28 avril 2004, après le 64e sommet, sur l'arête neigeuse entrecoupée de ressauts rocheux qui sépare le Täschhorn du Dom dans le massif des Mischabels (Valais/Suisse). Le passage ne comportait pas de difficulté technique pour ces deux guides professionnels ; cet accident est probablement dû à un excès de fatigue, à la malchance : un pied qui a glissé ou une corniche de neige qui a cédé sous son poids. Pour ne pas se retarder dans ce grand voyage, les deux guides avaient coutume de ne s'encorder que dans les passages de grande difficulté technique et dans les parties crevassées. Son compagnon de cordée, Philippe Magnin déclarera[réf. souhaitée], des larmes dans les yeux : « Ça ne m'a pas surpris. Je l'avais vu en rêve, cet accident… J'avais vu Patrick tomber. » Quelques années plus tard, Philippe Magnin avoue qu'il voulait tout arrêter. Les deux alpinistes avaient chuté dans le vide, sans gravité. Deux avertissements sans frais. « Tu sais comment ça va finir ? Ou tu vas y passer, ou je vais y passer, ou ce sera les deux. »
Très dure période pour Patrick Edlinger, qui était particulièrement proche de Berhault : « Il manque. C'est un manque dans ma vie. »
Une plaque commémorative en hommage à Patrick Berhault a été érigée sur le socle de la croix située au sommet du Grand Mont (Grammondo en italien), point culminant des sommets du littoral méditerranéen à 1 379 m d'altitude, sur la frontière italienne au-dessus de Menton.

## Voyages alpins
- Du 28 février au 3 mars 1997 : avec son ami Francis Bibollet, voyage d'une semaine dans quatre faces nord à travers le massif du Mont-Blanc. Les règles sont posées : une prévision météo « sur mesure », préparée par l'ami routeur de Chamonix, Yann Giezendanner, mais aucun moyen de liaison mécanique, ni hélico, ni voiture, ni téléphérique, un vélo s'il faut faire un bout de route.

Patrick Berhault, qui a milité à l'association Mountain Wilderness, accorde son alpinisme à ses convictions écologistes.
- Du 12 au 18 février 1998, c'est avec Bruno Sourzac qu'il repart pour cette fois les quatre grandes faces qui se trouvent au-dessus du glacier noir (Écrins).
- En janvier 2000 il traverse avec Christophe Frendo le massif des Aravis en plein hiver.
- D'août 2000 à février 2001, il entreprend « La grande traversée des Alpes », tantôt seul, tantôt entouré d'amis : Patrick Gabarrou, Patrick Edlinger, Ottavio Fassini, Gaël Bouquet des Chaux, Valérie Aumage, Philippe Magnin. Au cours de ce voyage alpin qui le fait connaître du grand public, naîtra la « cordée magique » Berhault/Magnin. Durant ce voyage de 167 jours qui le mènera de la Slovénie à Menton, 22 sommets et voies majeures sont gravis :

| Date                   | Sommet                                                                         | Massif               | Altitude                  | Avec                            |
| ---------------------- | ------------------------------------------------------------------------------ | -------------------- | ------------------------- | ------------------------------- |
| 27 août 2000           | face nord du Triglav                                                           | Alpes juliennes      | 2 863 m                   | Patrick Edlinger et Tomaz Humar |
| 5 septembre 2000       | Cima ovest voie Cassin-Ratti                                                   | Dolomites            | 2 973 m                   | Patrick Edlinger                |
| 6 septembre 2000       | Cima Grande voie Brandler-Hasse                                                | Dolomites            | 2 999 m                   | Patrick Edlinger                |
| 11 septembre 2000      | Civetta voie Solleder                                                          | Dolomites            | 3 218 m                   | Patrick Edlinger                |
| 12 septembre 2000      | Civetta punta Tissi voie Phillip-Flamm                                         | Dolomites            | 2 863 m                   | Patrick Edlinger                |
| 13 septembre 2000      | Civetta cima Su Alto voie Livanos-Gabriel                                      | Dolomites            | 2 958 m                   | Patrick Edlinger                |
| 16 septembre 2000      | Marmolada voie du Poisson                                                      | Dolomites            | 3 342 m                   | Patrick Edlinger                |
| 18 septembre 2000      | Marmolada di Rocca voie Vinatzer et variante Messner                           | Dolomites            | 3 265 m                   | Patrick Edlinger                |
| 25 septembre 2000      | Crozzon di Brenta pilier des Français                                          | Dolomites            | 3 135 m                   | Patrick Edlinger                |
| 26 septembre 2000      | Brenta Alta, voie Detassis                                                     | Dolomites            | 2 960 m                   | Patrick Edlinger                |
| 4 octobre 2000         | Piz Cengalo voie nord-ouest                                                    | Massif de la Bernina | 3 370 m                   | Ottavio Fassini                 |
| 24 et 25 octobre 2000  | Grandes Jorasses, face nord voie Goussault-Desmaison                           | Massif du Mont-Blanc | 4 208 m                   | Philippe Magnin                 |
| 28 octobre 2000        | Mont Blanc, Hypercouloir puis arête du Brouillard                              | Massif du Mont-Blanc | 4 806 m                   | Philippe Magnin                 |
| 29 novembre 2000       | Cervin, face nord                                                              | Alpes valaisannes    | 4 478 m                   | Philippe Magnin                 |
| 4 et 5 décembre 2000   | Eiger, face nord                                                               | Alpes bernoises      | 3 967 m                   | Philippe Magnin                 |
| 13 décembre 2000       | Grande Casse, face nord seconde ascension de la voie Boivin-Diaféria-Maurin    | Vanoise              | 3 852 m                   | Patrick Gabarrou                |
| 19 et 20 décembre 2000 | traversée des Aiguilles d'Arves                                                | Maurienne            | 3 510 m, 3 509 et 3 363 m | Gaël Bouquet des Chaux          |
| 22 décembre 2000       | La Meije, voie Pierre Allain (Face Sud)                                        | Massif des Écrins    | 3 893 m                   | Philippe Magnin                 |
| 27 décembre 2000       | Dôme de neige des Écrins, ascension par le versant Bonnepierre                 | Massif des Écrins    | 4 015 m                   | Valérie Aumage                  |
| 8 et 9 janvier 2001    | Arête Nord-Nord Ouest du Viso (Cresta Berhault pour les Italiens)              | Alpes Cottiennes     | 3 841 m                   | en solitaire                    |
| 17 janvier 2001        | Corno Stella, face nord voie Ughetto-Ruggeri (dite voie du Grand Dièdre Rouge) | Alpes-Maritimes      | 3 050 m                   | en solitaire                    |
| 29 janvier 2001        | Marguareis, voie Gogna en face Nord de la pointe Scarason                      | Alpes-Maritimes      | 2 651 m                   | P. Gabarrou et P. Magnin        |
| 9 février 2001         | arrivée sur la plage de Menton                                                 | Alpes-Maritimes      | 0 m                       | -                               |

- Du 11 février au 5 mars 2003 : avec Philippe Magnin, prenant pour camp de base le bivouac Eccles, installé sur le versant italien du Mont-Blanc, ils enchaînent seize voies extrêmes sur le granit fauve de l'envers du Mont Blanc.

Un « voyage glaciaire » sur 8 voies, suivi d'un « voyage rocheux » sur 8 autres voies mythiques par −25 °C, ce qui leur vaut le « Cristal 2003 » décerné par la Fédération française de la montagne et d'escalade (FFME). Les 16 voies de ce voyage :
- - Brouillard givrant ;
  - Cascade notre dame ;
  - Hypercouloir du brouillard ;
  - Hyper-goulotte ;
  - Abominette ;
  - Fantomastic ;
  - Freynesie Pascale ;
  - Grand couloir du Freney ;
  - Cascade Grassi ;
  - Pilier derobe du Freney ;
  - Pilier central du Freney ;
  - Pilier sud du Freney ;
  - Pilier central du Brouillard ;
  - Pilier droit du Brouillard ;
  - Pilier rouge du Brouillard ;
  - Pilier gauche du Brouillard.
- Mars/Avril 2004 : tentative d'enchaînement des 82 sommets de plus de 4 000 mètres d'altitude des Alpes, voyage au cours duquel il fait une chute mortelle sur l'arête du Täschhorn au Dom des Mischabel le 28 avril, après avoir réussi le 64e sommet.

## Ses voyages lointains
- 1980 Nanga-Parbat 8 125 m (Pakistan) - Tentative sur le versant Rupal
- 1981 Hoggar (Algérie) - Ouverture de nouveaux itinéraires
- 1982 Jannu 7 710 m (Népal) - Tentative sur la face Nord
- 1985 Alpamayo 5 947 m (Pérou) - Face sud-ouest
- 1988 Shishapangma 8 046 m (Tibet) - Voie normale
- 1992 Kilimandjaro 5 892 m (Tanzanie) -Ascension réalisée en tant que guide avec 5 non-voyants
- 1993 Aconcagua 6 960 m (Argentine) -Face est du glacier des Polonais - première traversée intégrale des arêtes d'ouest en est
- 1995 Kilimandjaro 5 892 m (Tanzanie) - par le Heim-Glacier
- 2003 Everest lors de l'expédition anniversaire « Everest 50 ».

## Films documentaires
- 1979 : Voie Express, de Laurent Chevallier
- 1980 : Nanga Parbat, de Laurent Chevallier
- 1980 : Overdon 1980, de Jean-Paul Janssen
- 1981 : Over-Ice , de Jean-Paul Janssen
- 1981 : Oversand, de Jean-Paul Janssen
- 1981 : Dévers, de Laurent Chevallier
- 1983 : La Paroi en coulisse, de Laurent Chevallier
- 1985 : Histoire de l’alpinisme, de Bernard Choquet
- 1986 : Pirates, de Roman Polanski (doublure cascades)
- 1987 : La Chance de Grimper, de Bernard Giani
- 1987 : Métamorphosis, de Bruno Soldini
- 1987 : Les Piliers du rêve, de Guy Meauxsoone qui montre l'ascension avec Patrick Cordier des Météores en Grèce
- 1989 : Grimpeur étoile, de Laurent Chevallier
- 1990 : Fortune express, de Olivier Schatzsky (doublure cascades)
- 1992 : Les Voies de l’équilibre 1992 de Pierre Ostian
- 1999 : Premier de cordée (fiction), de Édouard Niermans
- 1999 : La Grande Crevasse (fiction), de Édouard Niermans
- 2001 : La Cordée de rêve, de Gilles Chappaz, produit par Migoo Productions retrace le grand voyage alpin réalisé en 2000-2001.
- 2004 : Sur le fil des 4000, de Gilles Chappaz, retrace l'enchaînement de 64 des 82 sommets de plus de 4 000 m des Alpes. Monté à titre posthume par Gilles Chappaz avec notamment des images Mini-DV réalisées par Patrick Berhault et Philippe Magnin au cours de cette aventure. Produit par Migoo Productions.
- 2008 : Berhault, de Gilles Chappaz & Raphaël Lassablière, produit par Migoo Productions.

## Livres
- Les gestes de l'escalade, avec Bernard Giani, Éditions Glénat, Grenoble, août 1992  (ISBN 2723407071)
- Encordé mais libre, la traversée des Alpes, Éditions Glénat Livres, Grenoble, octobre 2001, 258 p.  (ISBN 2723435822)
- Le Grand Voyage alpin, la traversée des Alpes, Éditions Glénat Livres, Grenoble, novembre 2001, 144 p.  (ISBN 272343589X)